# L'estate nei tuoi occhi (romanzo)
The Summer I Turned Pretty è una trilogia di romanzi scritti dalla scrittrice americana Jenny Han, pubblicata in Italia da BUR - Rizzoli. La serie tradotta in italiano include: L'estate nei tuoi occhi (2009), Non è estate senza te (2010) e Per noi sarà sempre estate (2011).
I romanzi raccontano la storia di Isabel "Belly" Conklin durante le estati che trascorre a Cousins Beach con la madre e il fratello maggiore, così come con la migliore amica di sua madre e i suoi due affascinanti figli, Conrad e Jeremiah. La serie ha raggiunto il primo posto nella New York Times Best Seller list ed è stata venduta in più di trenta paesi.
Il 17 giugno 2022 Amazon Prime Video ha trasmesso una serie basata sul primo romanzo della trilogia.

## Romanzi della serie
- L'estate nei tuoi occhi (The Summer I Turned Pretty, 2009)
- Non è estate senza te (It's Not Summer Without You, 2010)
- Per noi sarà sempre estate (We’ll Always Have Summer, 2011)

## Personaggi
- Belly
- Conrad
- Jeremiah
- Steven
- Susannah
- Laurel
- Taylor
- Nicole
- Shayla
- Cam Cameron
- Adam Fisher
- Jhon Conklin

## L'estate nei tuoi occhi (The Summer I Turned Pretty)
Belly ha trascorso ogni estate della sua vita nella casa al mare a Cousins Beach, con la madre Laurel, il fratello Steven e i Fisher: Susannah, proprietaria della casa e migliore amica di sua madre, e i suoi due figli Conrad e Jeremiah.
Belly è innamorata di Conrad fin dall’età di dieci anni, ma lui l’ha sempre vista solo come una sorella minore. Questa estate però Belly si sente diversa, è cresciuta ed è diventata molto carina. Così spera finalmente di catturare l’attenzione di Conrad, ma lui continua ad essere sfuggente ed inaccessibile.
Belly ha deciso comunque che questa estate sarà diversa, non la passerà solo ad inseguire Conrad. Così inizia ad uscire con un ragazzo, Cam Cameron, e anche Jeremiah, mostra di essere interessato a lei. Nonostante queste distrazioni però il cuore di Belly appartiene a Conrad. Riuscirà finalmente a conquistarlo? Il romanzo si conclude con Belly e Conrad che si incontrano durante il Natale.

## Non è estate senza te (It's Not Summer Without You)
È l’estate successiva a quella raccontata nel primo libro. Belly è triste perché per la prima volta non si trova a Cousins Beach, ma con i suoi amici di scuola. Lei e Conrad non stanno più insieme (lui l’ha lasciata durante il ballo di fine anno) e Susannah è morta di cancro. L’ultima volta che ha visto Conrad, proprio al funerale di Susannah, Belly gli ha urlato cattive parole dicendogli di odiarlo e di “andare all’inferno”, avendolo beccato insieme a un’altra.
Belly sta cercando di rassegnarsi e di andare avanti, quando all’improvviso Jeremiah la chiama e le dice che Conrad è sparito. La ragazza si offre subito di aiutare a cercarlo, e insieme si recano alla Brown University, dove Conrad studia. Ben presto si rendono conto che Conrad si trova alla casa al mare a Cousins Beach.
Belly e Jeremiah allora si precipitano lì e scoprono che Conrad non ha nessuna intenzione di muoversi, neanche per degli esami importanti che potrebbero pregiudicare la sua carriera universitaria. Belly cerca di convincerlo a tornare a studiare ma poi capisce perché Conrad si trova lì: sua zia Giulia (sorellastra della madre) ha deciso di vendere la casa al mare, e il ragazzo vuole impedirlo. Belly gli chiede scusa per avergli detto quelle parole orribili al funerale di Susannah e arriva quasi a baciarlo, ma ancora una volta Conrad è sfuggente.
La situazione viene risolta dall’arrivo di Laurel, che convince Adam Fisher a non vendere la casa di Cousins Beach. Conrad si convince allora a dare gli esami il giorno dopo, e viene aiutato nello studio da Belly e Jeremiah. Insieme tutti e tre si recano all’Università. Mentre aspettano in auto, Belly e Jeremiah si baciano (o meglio, Jeremiah, che è segretamente innamorato di Belly, inizia a baciarla e lei si lascia andare); ad un certo punto arriva Conrad che li vede e se ne va. Allora Belly scende dall’auto e inizia a inseguirlo, ma lui le dice di andare da Jeremiah e di non essere mai stato davvero interessato a lei. I tre si rimettono in auto e mentre sono in viaggio inizia a piovere, così devono fermarsi a dormire in un hotel. Durante la notte Conrad dice a Belly che non intendeva davvero ciò che ha detto. Il mattino dopo però Conrad si fa venire a prendere da un amico, senza cercare di chiarire le cose con Belly, e lei se ne va insieme a Jeremiah.

## Per noi sarà sempre estate (We'll Always Have Summer)
Sono già passati due anni da quando Conrad ha detto a Belly di mettersi con suo fratello. Da allora, lei e Jeremiah sono stati inseparabili. La loro storia però non è felice come dovrebbe. Così, quando Jeremiah commette il peggior errore che un ragazzo può commettere, Belly è costretta a chiedersi se Jeremiah sia davvero il grande amore e se davvero ha smesso di amare Conrad.